# رافاييل باث
رافاييل باث (بالإسبانية: Rafa Paz)‏ (مواليد 2 أغسطس 1965) هو لاعب كرة قدم. يلعب مع منتخب إسبانيا لكرة القدم. سبق له أن لعب في كأس العالم لكرة القدم مع منتخب بلاده.

## روابط خارجية
- رافاييل باث على موقع الاتحاد الدولي (مؤرشف)  (الإنجليزية)
- رافاييل باث على موقع قاعدة بيانات كرة القدم.إي يو (الإنجليزية)
- رافاييل باث على موقع ناشيونال فوتبول تيمز (الإنجليزية)
- رافاييل باث على موقع Soccerway.com (الإنجليزية)